# Hilda Weiss
Hilda Weiss, geborene Hilde Weiss (* 29. August 1900 in Berlin; † 29. Mai 1981 in Brooklyn, New York) war eine deutsch-amerikanische Soziologin und Sozialistin.

## Leben und Werk
Hilda [bis zur US-amerikanischen Emigration: Hilde] Weiss wuchs als Tochter einer säkularisierten jüdischen Familie in Berlin auf. Ihr vermögender promovierter Vater ging keiner Erwerbstätigkeit nach, sondern folgte seinen schriftstellerischen Neigungen. Sie besuchte die Königliche Augustaschule in Berlin und legte dort im Oktober 1919 das Abitur ab. Bis 1927 studierte sie in Berlin, Jena und Frankfurt am Main. Während dieser Zeit arbeitete sie auch bei der Firma Carl Zeiss in Jena und wurde aktives Gewerkschaftsmitglied im Deutschen Metallarbeiter-Verband. 1927 wurde sie an der Universität Frankfurt am Main mit der Dissertation Abbe und Ford. Pläne für die Errichtung sozialer Betriebe promoviert.
Hilda Weiss war Mitglied der Kommunistischen Partei (1925–1932), gehörte zur Gründergeneration der Kommunistischen Studentenfraktion (KoStuFra) und war Angehörige der ersten Doktoranden-Generation des Instituts für Sozialforschung, die noch unter der Ägide des Austromarxisten Carl Grünberg promoviert wurde. Zunächst war sie als freie Forschungsmitarbeiterin, dann von 1930 bis 1933 als Forschungsassistentin am Institut für Sozialforschung beschäftigt.  Sie trug nicht nur mit einer Studie zu dem großen Institutsprojekt Autorität und Familie bei, sondern bearbeitete auch weitgehend die von Erich Fromm geplante Enquête über Arbeiter und Angestellte, die mit 3300 Fragebögen  am „Vorabend des Dritten Reichs“ gestartet wurde.
Über Paris, wo sie zunächst noch für das Zweigbüro des Instituts tätig war und an der Sorbonne unter der Leitung  des französischen  Soziologen Célestin Bouglé eine zweite, ausdrücklich soziologische Doktorarbeit verfasst hatte, emigrierte sie im April 1939 nach New York. Während ihrer zweiten Doktorarbeit hatte sie einen von Karl Marx verfassten Fragebogen entdeckt, den sie 1936 in der Zeitschrift für Sozialforschung mit Interpretation und Kommentar abdruckte. Nachdem sie sich in den ersten Emigrationsjahren in den USA mit diversen Lehrtätigkeiten an sog. "Traditionally Black Colleges and Universities (TBCU)" in den Südstaaten durchgeschlagen hatte, erhielt sie am Brooklyn College Ende 1945 eine Stelle als Instructor für Soziologie, 1963 avancierte sie zum Assistant Professor, eine Position, die sie bis zu ihrer Pensionierung 1970 beibehielt. Anfang 1945 war sie amerikanische Staatsbürgerin geworden.
Hilda Weiss hat zweimal geheiratet: 1935 Louis Rigaudias (1911–1999), einen „sehr aktiven Vertreter des Trotzkismus in Frankreich“, 1950 den Ingenieur Joseph Parker.

## Schriften (Auswahl)
- Rationalisierung und Arbeiterklasse. Zur Rationalisierung der deutschen Industrie. Führer-Verlag, Berlin 1926
- Abbe und Ford. Kapitalistische Utopien. Prager, Berlin 1927
- Les Enquêtes Ouvrières en France. Entre 1830 et 1848. Alcan, Paris 1935
- Die „Enquêtes Ouvrières“ von Karl Marx. In: Zeitschrift für Sozialforschung. 5. Jg. (1936), S. 76–98. Wieder abgedruckt in: Friedrich Fürstenberg (Hrsg.): Industriesoziologie I. Luchterhand, Neuwied 1959, S. 127–147
- Materialien zum Verhältnis von Konjunktur und Familie (Bericht über ein Manuskript von 109 Seiten). In: Studien über Autorität und Familie. Forschungsberichte aus dem Institut für Sozialforschung. Alkan, Paris 1937, S. 579–581
- Human Relations in Industry. From Ernst Abbe to Karl Mannheim. In: The American Journal of Economics and Sociology. 8. Jg. (1949), S. 287–297
- Industrial Relations. Manipulative or Democratic? In: The American Journal of Economics and Sociology. 18. Jg. (1958), S. 25–33